# 村田光弘
村田 光弘（むらた みつひろ、1970年1月26日 - ）は、日本の元フィギュアスケート選手（男子シングル）。現在はコーチ。1992年アルベールビルオリンピック23位。

## 経歴
青森県八戸市出身。明治大学卒。1983年全日本フィギュアスケートジュニア選手権優勝。1992年アルベールビルオリンピックに日本代表として出場し、23位。現在は、長野県スケート連盟専属コーチとして活躍。